# Szászhermányi láp
A Szászhermányi láp (románul: Mlaștina Hărman, németül: Honigberger Moor) egy két hektáros nemzeti jelentőségű védett terület Brassó megyében, Romániában. A szomszédos Lempes-heggyel együtt Natura 2000 természetvédelmi területként tartják nyilván. Sajátos topoklímájának köszönhetően több különleges növényfajnak ad otthont.

## Leírása
Szászhermány falutól közvetlenül nyugatra található, a Lempes és a DJ112A út által közrefogott területen. Ez az egyetlen hely a község területén ahol a forrásláp részben eredeti állapotában maradt fenn (a falu mocsaras területének nagy részét a múlt századokban vízelvezető árkokkal lecsapolták, hogy legelőkké alakítsák). A mocsaras vidék kialakulása a legutóbbi jégkorszak eredménye.
Sík vidéken terül el, amelyet több patak szel át, és számos hideg forrás táplálja, melyek vize feltételeket teremtett a növényreliktumok fennmaradásához. A sajátos kémhatású talajban bőséges víz található, a talajvíz csak 15-25 cm mélyen van, a homokos, kavicsos altalajon pedig mintegy egy méter vastag eutróf tőzeg alakult ki.
1962-ben nyilvánították botanikai rezervátummá. Kezdetben területe 8 hektár volt, azonban ez a későbbi lecsapolások, legeltetés miatt 4,5 hektárra zsugorodott, melyből 2 hektár a tulajdonképpeni mocsár, 2,5 hektár pedig pufferzóna. 2007 óta a szomszédos Lempessel együtt Natura 2000 természetvédelmi területként tartják nyilván ROSCI0055 kód alatt (Dealul Cetății Lempeș – Mlaștina Hărman) A rezervátum nemzeti kódja 2252, európai kódja 11157. A lakott területhez való közelsége ellenére hiányzik a terület látogatásához szükséges infrastruktúra.

### Flóra és fauna
A területre az eurázsiai és cirkumpoláris fajok interferenciája jellemző; a láp sajátos topoklímájának köszönhetően számos endémikus glaciális reliktum fajnak ad otthont. Eddig több mint 150 ilyen fajt azonosítottak, közülük többnek ez a legdélibb elterjedési helye Európában, például évelő gyásztárnics, lisztes kankalin, lápi nyúlfarkfű, lápi nádtippan. Más jelentős fajok a barcasági istác, mocsári kockásliliom, jogaros kakastaréj, kései prémestárnics, kornistárnics, kormos csáté, nyugati kékperje, hosszúlevelű harmatfű, széleslevelű gyapjúsás, éles télisás.
Állatvilága a nedves területekre jellemző: hüllők, kétéltűek és madarak (egerészölyv, fehér gólya, nagy kócsag).